# De blote Belg
De blote Belg is een stripverhaal uit de reeks van Suske en Wiske. Het is geschreven door Marc Verhaegen en gepubliceerd in De Standaard en Het Nieuwsblad van 9 april 2001 tot en met 1 augustus 2001. De eerste albumuitgave was op 10 december 2001. 
Het verhaal bevat onder meer toespelingen op de klimaatopwarming en het smelten van de ijskappen op de Noordpool.

## Locaties
- België, park, psychiatrische afdeling ziekenhuis Gastberghuisheuvel, Midden-Afrika, de Santanawoestijn in Sierra Nirvana, de Noordpool

## Personages
- Suske, Wiske, tante Sidonia, Lambik, Jerom, professor Barabas, Henk, Sonja, politie, tekenaar, Bob Scoop, Onno Raria (professor in ziekenhuis), Jean-François Boulet (huurling in het tweede bataljon onder André Pistolet), Ituku (inuit), Canadese, Siberische en Groenlandse militairen, een walrus en een ijsbeer

## Uitvindingen
- De gyronef, de teletijdmachine, een sneeuwballenbazooka

## Het verhaal
Na het Big Mother-avontuur genieten de vrienden van rust en Wiske koopt snoepjes "die lekker smaken voor goede mensen, maar vies voor kwade lieden. Domme lieden moeten de snoepjes niet nemen, want hitte en kou zal hen strikken," vertelt de verkoopster nog. Wiske neemt een snoepje mee naar huis en dit komt in het kopje thee van Lambik terecht. Als Lambik de thee gedronken heeft, krijgt hij het heel erg warm en gaat buiten zitten. Lambik blijft logeren en de vrienden worden wakker door een enorme hitte in het huis; even later valt Lambik door het plafond in de huiskamer. De pyjama van Lambik is verschroeid en het lukt niet om hem af te koelen met water. Jerom komt bij tante Sidonia. Hij blaast de lucht van de diepvriezer naar Lambik, waardoor hij in een blok ijs komt te zitten en afkoelt. Tante Sidonia belt professor Barabas, maar als deze bij het huis aankomt, is Lambik verdwenen. De professor weet niet wat er met Lambik aan de hand is. De vrienden splitsen zich om hem te zoeken, tante Sidonia blijft bij de telefoon voor het geval er nieuws over Lambik komt. 
Een Nederlands echtpaar rijdt door België. Ze zien Lambik naakt rondrennen en vertellen dit meteen aan de politie. Suske en Wiske horen dat een gloeiende steen uit de ruimte in de stadsvijver terecht is gekomen en volgen een brandweerwagen. Het blijkt uiteraard om een naakte Lambik te gaan, die staat af te koelen. Tante Sidonia gaat met kleding naar het park, maar vindt Lambik bij de dierentuin tussen de pinguïns. Lambik wordt naar de psychiatrische afdeling van het ziekenhuis gebracht en aan tests onderworpen. Professor Onno Raria ontdekt dat Lambik aan het Sjofrwa-virus lijdt en zijn lichaamstemperatuur schommelt tussen de negentig en min veertig graden.
Professor Barabas besluit een sauna en koelcel in de gyronef te bouwen, zodat Lambik naar een tropisch land of ijsvlakte kan worden gebracht, terwijl professor Barabas naar een serum op zoek gaat. Er wordt een sms naar Jerom gestuurd. Jerom komt de professor helpen, maar niemand merkt dat Bob Scoop, een journalist van de sensatiepers, in de tuin zit en Lambik in de gaten houdt. Als de verwarming uitvalt, besluit Lambik te vertrekken met de gyronef en Bob kan ongemerkt aan boord kruipen. Professor Barabas ziet de gyronef vertrekken en tante Sidonia maakt zich grote zorgen, omdat Lambik zonder kleren is vertrokken. Met de teletijdmachine kan pas vierentwintig uur nadien worden uitgezocht waar Lambik naartoe gevlogen is. De gyronef vliegt boven Midden-Afrika en landt in de Santanawoestijn. Bob komt uit de gyronef en Lambik vertrekt. Hij komt een huurling tegen die door rebellenleider Mowadistna naar het Sierra Niervana, een vroegere kolonie van Chocowakije, werd gehaald. Via internet plaatst Bob artikelen over de blote Belg.
Op Planet Gossipnet zien de vrienden foto's van Lambik en kunnen ze eindelijk Lambik achterna met de teletijdmachine. De huurling schiet ook op Bob en dan komen tante Sidonia en de kinderen Bob ook tegen en horen zijn bandopname van het gevecht. Lambik krijgt het warm en vliegt richting de laagste temperatuur op aarde. De huurling schiet ook op Suske, Wiske en tante Sidonia, maar wordt verslagen. De vrienden zien Lambik wegvliegen en worden teruggeflitst naar het laboratorium. Opnieuw moet er vierentwintig uur gewacht worden voordat er weer geflitst kan worden. Lambik is op de noordpool aangekomen en het ijs smelt door zijn temperatuur. Een inuit ziet Lambik, maar dan komt er ook een ijsbeer en een achtervolging begint. Als de ijsberg is gesmolten gaat Lambik met een walrus verder, door het smelten van de poolkap stijgt het zeewater en stormvloeden teisteren Nederland, Kazachstan, Soedan en Bangladesh. 
Op de Internationale Klimaatconferentie zet de president van de Verenigde Staten inmiddels de toon: de Chinezen moeten paraplu’s maken. Suske heeft ingebroken op de site van de NASA en ziet beelden van Lambik op de Noordpool. Canadese, Siberische en Groenlandse militairen schieten Lambik dood en een natuurramp wordt zo voorkomen. Professor Barabas flitst de vrienden terug in de tijd en ze komen bij een levende Lambik terecht. De walrus wordt neergeschoten, maar de militairen worden dan tegengehouden. Jerom kan een kernfusiebom ontmantelen als zijn alter ego de gouden stuntman. Lambik wordt door professor Barabas verzorgd, maar zijn toestand verslechtert. Dan komt het vrouwtje voorbij en zij geeft Lambik een pilletje. Lambik herstelt tot vreugde van de vrienden.

## Achtergronden bij het verhaal
- De titel is afgeleid van het televisieprogramma De Blote Belg van het productiehuis Telesaurus, met presentator Marcel Vanthilt, dat op het moment dat het verhaal verscheen op VRT1 werd uitgezonden. Oorspronkelijk was het de bedoeling dat de inhoud van de strip en het televisieprogramma verregaand op elkaar zouden inspelen. Uiteindelijk bleef de samenwerking echter beperkt tot een spel aan het einde van elke aflevering, waarbij het vervolg van de strip moest worden geraden.
- Het idee voor dit verhaal ontstond tijdens een brainstormsessie van de televisiemakers en het Studio Vandersteen-team.
- Het verhaal bevat ook een toespeling op de populaire Pokémonkaarten.
- Sierra Nirvana is de vroegere kolonie van Chocowakije. Ze ligt in Midden-Afrika. Ze komt nog eens voor in De fleurige Floriade.
- In dit verhaal kreeg Wiske haar traditionele witte jurkje weer terug, nadat zij enkele verhalen lang in een naveltruitje had rondgelopen.
- Aan het einde van het verhaal verschijnt Jerom even als de gouden stuntman.